# Raketenwarngerät
Ein Raketenwarngerät (auch Raketenwarnsystem, Raketenwarner, Flugkörperwarner, englisch „Missile Approach Warner“ MAW) bezeichnet ein System zur Warnung der Besatzung von Kampfflugzeugen, Hubschraubern und gepanzerten Fahrzeugen vor anfliegenden feindlichen Lenkflugkörpern.

## Funktionsweise
Dieses Ziel wurde anfangs mittels Radarwarngeräten realisiert, welche anhand der Veränderung des feindlichen Radarsignals erkennen konnten, wann eine Rakete gestartet wurde. Solche Systeme sind hauptsächlich bei Hubschraubern und Flugzeugen zu finden, da gepanzerte Fahrzeuge meist nicht durch radargelenkte Waffen bedroht werden.
Mittels dieser Vorgehensweise konnte keine Warnung vor Infrarot-gelenkten Raketen wie der AIM-9 Sidewinder sichergestellt werden. Daher arbeiten moderne Raketenwarngeräte auf Basis optoelektronischer Systeme, welche im Infrarot- und/oder Ultraviolett-Frequenzbereich arbeiten, um anfliegende Lenkwaffen anhand der IR/UV-Emissionen ihrer Raketentriebwerke zu erkennen. Moderne Systeme können anhand des Emissionsmusters auch den Typ der feindlichen Rakete bestimmen, um gezielte und angepasste Gegenmaßnahmen zu ermöglichen.
Bei gepanzerten Fahrzeugen ist oft auch ein Warngerät mit passiven Lasersensoren zu finden, da solche Fahrzeuge durch eine Vielzahl von lasergelenkten Raketen bedroht werden, wie zum Beispiel durch die AGM-114 Hellfire oder die 9K135 Kornet. Laserwarngeräte sind teilweise auch auf Kampfflugzeugen und Hubschraubern zu finden.
Die Warnung der Besatzung erfolgt mittels eines entsprechenden Bildschirms, welcher die Art und Richtung der Bedrohung anzeigt, sowie meist auch über eine akustische Warnung, wobei moderne Systeme hier eine Computerstimme einsetzen.